# Ёкояма, Дзюри
Дзюри Ёкояма (яп. 横山樹理, англ. Juri Yokoyama; р. 9 марта 1955, Китакюсю, префектура Фукуока, Япония) — японская волейболистка, нападающая. Чемпионка летних Олимпийских игр 1976 года, чемпионка мира 1974.

## Биография
Волейболом Дзюри Ёкояма начала заниматься, учась в средней школе города Китакюсю. В 1970 была принята в команду высшей коммерческой школы Хаката города Фукуока, а в 1973 в 18-летнем возрасте дебютировала в чемпионате Японии в команде «Юнитика Кайдука» (Осака), выиграв за свою карьеру в её составе 8 медалей национального первенства, в том числе дважды золотые — в 1980 и 1981 годах. На протяжении 6 сезонов подряд неизменно входила в символические сборные по итогам чемпионатов страны.
В 1974 Ёкояма дебютировала в сборной Японии, выиграв с ней в том году чемпионат мира и Азиатские игры. Всего же в составе национальной команды приняла участие в 10 официальных международных турнирах, став победителем в 5 из них. В 1976 Ёкояма стала олимпийской чемпионкой, будучи самой молодой в победном составе команды Японии. После 1978 года в сборной осталась единственной представительницей «золотого» поколения японского женского волейбола, а на Кубке мира 1981 была капитаном национальной команды.
После неудачи на чемпионате мира 1982 года в Перу, где сборная Японии заняла 4-е место и впервые с 1960 года осталась без медалей мирового первенства, Ёкояма завершила игровую карьеру. В дальнейшем работала детским тренером, инструктором физвоспитания.         

### Клубная карьера
- 1970—1973 —  «Хаката хай скул» (Фукуока);
- 1973—1982 —  «Юнитика Кайдука» (Осака).

## Достижения

### Клубные
- двукратная чемпионка Японии — 1980, 1981;
  - 4-кратный серебряный (1976—1978, 1982) и двукратный бронзовый (1973, 1979) призёр чемпионатов Японии.

### Со сборной Японии
- Олимпийская чемпионка 1976.
- чемпионка мира 1974;
  - серебряный призёр чемпионата мира 1978.
- победитель розыгрыша Кубка мира 1977;
  - серебряный призёр Кубка мира 1981.
- двукратная чемпионка Азиатских игр — 1974, 1978.
- чемпионка Азии 1975;
  - серебряный призёр чемпионата Азии 1979.

### Индивидуальные
С 1975 по 1980 по итогам чемпионатов Японии входила в символические сборные.